# 마부 (영화)
마부(馬夫)는 임희재 각본, 강대진 감독의 1961년 한국의 흑백영화이다.

## 줄거리
벙어리인 큰딸과 고시 공부를 하는 큰아들, 결혼으로 출세하려는 셋째딸, 동네에서 말썽만 일으키는 작은 아들. 이렇게 4남매를 데리고 살아가는 히춘삼은 고달프기 짝이 없다. 하춘삼은 홀아비인 자신을 음으로 양으로 도와 주는 이웃집 식모 덕분에 그나마 기운을 얻곤 한다. 그런데, 시집갔던 벙어리딸은 쫓겨오고, 작은 아들은 허구한 날 말썽만 부리며 그의 속을 썩인다. 그런 중에서나마 '고생끝의 낙'이라고, 큰아들이 고등고시에 합격한다. 속만 썩이던 작은아들도 마음을 잡아 새사람이 되어 간다. 큰아들은 외로운 아버지와 이웃집 식모와의 재혼을 주선한다. 마부 하춘삼의 가정엔 다시 밝은 웃음꽃이 핀다.

## 개요
흥행적으로도 대성공을 거둔 작품이었지만, 내용적으로도 알찬 면이 있다. 마치, 전후 이탈리안 리얼리즘 계통의 영화에서 맛볼 수 있는 것과 같은 흐뭇한 인정담과 더불어, 현실을 직시하는 '카메라의 눈'이 있다. 그것은 허구(虛構)만이 아닌, 우리들 주변의 진실이었기에 더 큰 공감력을 지니고 있다. 같은 강대진 감독의 <박서방>에서 '아시아영화제' 남우 주연상을 탄 바 있는 김승호의 연기가 역시 뛰어났다. 이 영화는 제11회 '백림영화제'에서 크게 호평을 받은 명작이다.

## 출연
- 김승호 : 춘삼 역
- 신영균 : 큰아들 수업 역
- 황정순 : 수원댁 역
- 조미령 : 옥녀 역
- 황해 : 창수 역
- 엄앵란 : 옥희 역
- 김희갑 : 김 서기 역
- 주선태 : 마주 역
- 장혁
- 최성호
- 윤인자
- 최지희 : 미자 역
- 나정옥
- 윤정란
- 남춘역
- 장훈
- 정철
- 김수천
- 황도석
- 석운아
- 김왕국

- 제11회 베를린 영화제
  - 은곰상, 심사위원특별상